# Volodymyr Gustov
Volodymyr Gustov, (en ukrainien Володимир Юрійович Густов) né le 15 février 1977 à Kiev est un ancien coureur cycliste ukrainien professionnel de 2000 à 2012.

## Biographie
Volodymyr Gustov commence sa carrière professionnelle en 2000 au sein de l'équipe italienne Fassa Bortolo. En 2002, un contrôle sur le Tour de Romandie révèle un hématocrite supérieur à 50 %. Il est donc suspendu deux semaines, mais conservé par l'équipe italienne. Celle-ci disparaît à la fin de la saison 2005. Gustov rejoint alors son ancien coéquipier Ivan Basso dans l'équipe danoise CSC, puis l'équipe Cervélo Test Team en 2009. Il retourne dans l'équipe Saxo Bank-Sungard de Bjarne Riis pour la saison 2011.

## Palmarès
- 1997
  - 3e du championnat d'Ukraine du contre-la-montre
- 1999
  - Florence-Empoli
  - Florence-Modène
  - Florence-Viareggio
  - Tour de Lombardie amateurs
  - Trofeo Alcide Degasperi
  - 2e de la Coppa Giulio Burci
  - 2e de la Coppa Fiera di Mercatale
  - 3e du Giro del Belvedere
  - 3e du Giro del Canavese
  - 3e du Tour des régions italiennes
- 2000
  - 2e du championnat d'Ukraine sur route
- 2003
  - Classement général du Regio-Tour
  - 8e de Paris-Nice
- 2006
  - 1re étape du Tour d'Espagne (contre-la-montre par équipes)
  - 5e étape du Tour d'Italie (contre-la-montre par équipes)
  - 1reb étape de la Semaine internationale Coppi et Bartali (contre-la-montre par équipes)
- 2007
  - 2e étape du Tour d'Allemagne (contre-la-montre par équipes)

## Résultats sur les grands tours

### Tour de France
6 participations
- 2002 : 40e
- 2003 : non-partant (8e étape)
- 2005 : 104e
- 2008 : 46e
- 2009 : 45e
- 2010 : 34e

### Tour d'Italie
8 participations
- 2004 : 103e
- 2005 : 93e
- 2006 : 62e
- 2007 : 69e
- 2009 : 54e
- 2010 : 61e
- 2011 : 72e
- 2012 : 63e

### Tour d'Espagne
7 participations
- 2000 : 44e
- 2003 : 64e
- 2004 : 97e
- 2006 : 54e
- 2007 : 35e
- 2008 : 44e
- 2011 : 81e